# Furmint

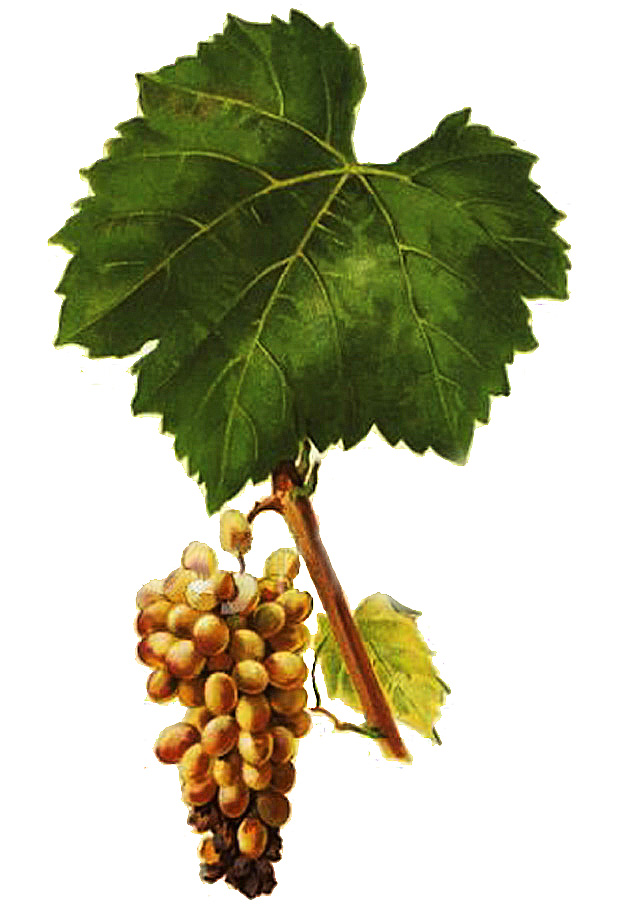

Furmint este un soi de viță de vie din care, alături de soiurile Hárslevelű (Frunză de tei) și Muscat blanc (cu boabe mici), se obțin celebrele sortimente de vinuri Tokaji (Tokaj), la al căror specific contribuie, la maturitatea boabelor, Botrytis cinerea (putregaiul cenușiu).

## Origine
Originea este neelucidată complet. Studii genetice recente fac legătura cu soiul Gouais blanc. Se cultivă de foarte mult timp în Ungaria, potrivit legendelor, încă din timpul domniei regelui Béla al IV-lea, în secolul al XIII-lea (dar atestat documentar abia din 1623).

## Răspândire
Se cultivă în Ungaria (în zona viticolă Tokaj) și zona vecină din Slovacia, în România (Moldova, Crișana, Maramureș), Croația, Republica Moldova, Ucraina (Crimeea), Slovenia (zona Ljutomer/Luttenberg) și în Austria (landul Burgenland, în care s-au aflat și unele posesiuni ale clanului Batthyány). Pe suprafețe mici se cultivă și în Algeria și Africa de Sud.

## Sinonime
Furmin, Som Szalai, Szegszőllő, Moslavac bijeli, Tokaj, Tokay, (Poamă) Grasă (de Cotnar), Šipon, Shipon, Pošip, Malvasia verde, Sziget, Luttenberger, Zapfner, Žilavka, gelber Furmint, Mosler (Austria), (gelber) Moster (Austria).

## Caractere morfologice
Rozeta este pufoasă, verde–albicioasă.
Floarea este hermafrodită normală, dar soiul prezintă multe anomalii florale.
Frunza adultă este de mărime mijlocie, întreagă sau trilobată cu margini laterale drepte, scămoasă pe partea inferioară. Sinusurile laterale sunt slab schițate, deschise în formă de V, iar sinusul pețiolar este în formă de liră sau închis ovoidal. Dinții sunt mari, cu laturi convexe. 
Ciorchinele este cilindric, mijlociu, aripat, iar compactitatea depinde de biotip.
Bobul este ușor oval, de mărime mijlocie, colorat verde-gălbui și are miez zemos.

## Insușiri agrobiologice
Vigoarea butucilor variază în limite foarte mari. De regulă sunt foarte viguroși butucii care au deficiențe florale.
În timpul înfloritului se scutură 50–60% din flori, iar în cazul butucilor cu defecțiuni florale, procentul crește la 80%. Are toleranță mijlocie la ger, secetă și mană. Este sensibil la Oidium și putregaiul cenușiu. 
Soi de fertilitate medie: 60% lăstari fertili, iar valorile medii ale celor doi coeficienți de fertilitate sunt: CFR = 0.89, CFA = 1,4.

## Particularități agrotehnice
S-au obținut rezultate bune în unele centre utilizând sistemul de tăiere mixt cordon Lenz-Moser cu o încărcătură de circa 24 de struguri/butuc.

## Caractere tehnologice
Soi de epoca a cincea. Strugurii se maturează lent. În mod normal acumulează zaharuri în proporție de 210, iar la supramaturare 240 grame la litru. Aciditatea este de 4,5–5,0%. 
Greutatea medie a unui ciorchine este de 80–120 grame, iar a 100 de boabe este de 140–180 grame. 
Producția este în medie de 8–11 tone la hectar, având un potențial de aproape 17 t/ha, când meierea și margeluirea sunt mai reduse. Vinul are o culoare galben–verzuie, ce evoluează spre galben-pai, și are un gust plăcut, de fruct exotic.